# Cape Shore
Cape Shore är en strand i Kanada.   Den ligger i provinsen Newfoundland och Labrador, i den östra delen av landet, 1 700 km öster om huvudstaden Ottawa.
Omgivningarna runt Cape Shore är en mosaik av jordbruksmark och naturlig växtlighet. Trakten runt Cape Shore är nära nog obefolkad, med mindre än två invånare per kvadratkilometer.